# SiglusEngine
SiglusEngineは、株式会社ビジュアルアーツが開発、提供するノベルゲームのスクリプトエンジン。2010年前後まで使われていた「RealLive」に代わり、新たに開発された。

## RealLiveとの比較
DirectX9以降，および作品によってはピクセルシェーダー2.0をサポートするビデオカードを必要とする。

## SiglusEngineが使用されている作品
- Harmonia （Key）
- Rewrite （Key）
- Rewrite Harvest festa! （Key）
- メアメアメアSP （mana）
- ましろサマー （mana）
- キサラギGOLD★STAR （SAGA PLANETS）
- はつゆきさくら （SAGA PLANETS）
- カルマルカ*サークル （SAGA PLANETS）
- フローラル・フローラブ（SAGA PLANETS）
- 恋愛家庭教師ルルミ★Coordinate! （riffraff）
- 3人いる！ ～Happy Wedding in Livingroom～ （riffraff）
- 初恋1／1 （tone work's）
- 闇色のスノードロップス （Iris）
- ないしょのないしょ！ （Iris）
- 花咲ワークスプリング! （SAGA PLANETS）
- Angel Beats! -1st beat- （Key）
- LAMUNATION! （WhitePowder）
- Summer Pockets　(Key)
- Summer Pockets REFLECTION BLUE　(Key)
- アインシュタインより愛を込めて　(GLOVETY)
- アインシュタインより愛を込めてAPOLLOCRISIS　(GLOVETY)